# Liste des généraux tués durant l'invasion de l'Ukraine par la Russie
Pour un article plus général, voir Invasion de l'Ukraine par la Russie.
Cet article présente la liste des généraux tués durant l'invasion de l'Ukraine par la Russie,.
Selon le New York Times, les services de renseignements des États-Unis auraient fourni, aux forces ukrainiennes, les informations permettant l'élimination de généraux russes.

## Liste

### Généraux russes
| Nom                    | Grade                                             | Commandement | Date du signalement |
| ---------------------- | ------------------------------------------------- | --- | ------------------- |
| Andreï Soukhovetski    | Major-général                                     | 41e armée (commandant adjoint)                                                                                    | 3 mars 2022,        |
| Vladimir Frolov        | Major-général                                     | 8e armée interarmes de la Garde (commandant adjoint)                                                              | 16 avril 2022,      |
| Kanamat Botachev       | Major-général (à la retraite, renvoyé de l'armée) | Soukhoï Su-25 | 22 mai 2022         |
| Roman Koutouzov        | Major-général                                     | 1er corps d'armée de la république populaire de Donetsk                                                           | 5 juin 2022         |
| Oleg Tsokov            | Lieutenant général                                | Commandant en second du district militaire sud de la Russie                                                       | 11 juillet 2023,.   |
| Vladimir Zavadski (en) | Major-général                                     | Commandant en second du 14e corps d'armée de la marine russe                                                      | 28 novembre 2023    |
| Pavel Klimenko         | Major-général                                     | Commandant de la 5e brigade de fusiliers motorisés                                                                | 6 novembre 2024,    |
| Igor Kirillov          | Lieutenant-général                                | Commandant des troupes de défense radiologique, chimique et biologique                                            | 17 décembre 2024    |
| Iaroslav Moskalik (en) | Lieutenant-général                                | Chef adjoint de la Direction générale opérationnelle de l’état-major des forces armées russes                     | 25 avril 2025,      |
| Mikhaïl Goudkov        | Major-général                                     | Commandant de la 155e brigade d'infanterie de marine de la Garde et commandant en chef adjoint de la marine russe | 2 juillet 2025      |

| Nom                          | Grade              | Commandement | Date du signalement |
| ---------------------------- | ------------------ | --- | --- |
| Magomed Touchaïev            | Major-général      | Commandant des unités tchétchènes de la Garde nationale de Russie et du 141e régiment motorisé de la Garde nationale tchétchène | 26 février 2022. Cependant, sa mort n'est pas confirmée par la suite. |
| Vitali Guerassimov           | Major-général      | 41e armée (chef d'état-major)                                                                                                   | 8 mars 2022 |
| Andreï Kolesnikov            | Major-général      | 29e armée | 11 mars 2022. Sa mort n'est pas confirmée, il apparaît sur plusieurs vidéos et apparaît dans une interview télévisée en 2023.                                                                            |
| Oleg Mitiaïev                | Major-général      | 150e division de fusiliers motorisés                                                                                            | 15 mars 2022 |
| Andreï Mordvitchev           | Lieutenant-général | 8e armée interarmes de la Garde                                                                                                 | 19 mars 2022,. Cependant, des vidéos de lui apparaissent par la suite et sa mort est démentie |
| Iakov Rezantsev              | Lieutenant-général | 49e armée combinée | 25 mars 2022 |
| Andreï Simonov               | Major-général      | Troupes de guerre électronique de la fédération de Russie                                                                       | 29 avril 2022 |
| Artem Nasbouline             | Major-général      | chef d'état-major 22e corps d'armée                                                                                             | 12 juillet 2022, |
| Sergueï Goriatchev           | Major-général      | chef d'état-major de la 35e armée interarmes                                                                                    | 12 juin 2023. |
| Viktor Nikolaïevitch Sokolov | Vice-amiral        | commandant de la flotte de la mer Noire                                                                                         | 22 septembre 2023. Toutefois, sa mort est infirmée par Moscou qui diffuse une capture d'une vidéoconférence datée du 25 septembre, à laquelle il participe,. Son poste est attribué à Sergueï Pintchouk. |

## Analyse
D'après Michel Goya, la mort de généraux russes signifie qu'ils ont été forcés de se rendre au plus près du front pour compenser le manque d'initiative de leurs unités. L'absence d'un corps de sous-officiers dans l'armée russe, induisant une « chaîne dysfonctionnelle de commande », est pointée comme l'une des causes de ce manque d'initiative, notamment par le général américain David Petraeus,. 
Il est également possible que le brouillage et/ou des difficultés dans l'utilisation des systèmes de communication sécurisés aient forcé les généraux russes à coordonner les efforts sur le front en personne et en faisant usage de téléphonie non-protégée. Ces communications auraient été interceptées et auraient servi à planifier les attaques ayant causé leur mort,.
Une unité spéciale rattachée au renseignement ukrainien est par ailleurs chargée de traquer les haut gradés russes. Composée de tireurs d'élite et équipée de drones, elle a pour but de « viser l’état-major russe afin de mieux désorganiser l’ennemi ».